# Rapex

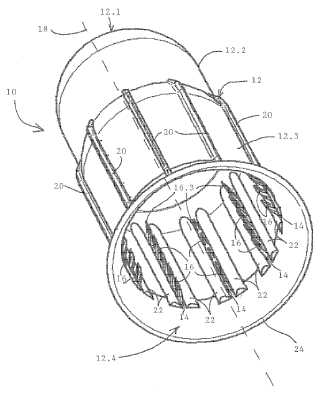
Rapex

Rapex (także Rape-aXe) – akcesorium mające chronić kobiety przed gwałtem dopochwowym wynalezione w 2005 przez Sonette Ehlers z Południowej Afryki.
Rapex to najeżone haczykami od wewnątrz urządzenie, noszone w pochwie niczym tampon, które chwyta penisa podczas próby penetracji, sprawiając silny ból obezwładniający sprawcę. Urządzenie to może być usunięte z członka tylko chirurgicznie, więc gdy gwałciciel zgłosi się do szpitala, może zostać powiadomiona policja. Rapex jest całkowicie bezpieczny dla kobiet i nie powoduje poważniejszych obrażeń u gwałciciela.
Inspiracją dla Ehlers do wynalezienia Rapexu było zdanie wypowiedziane przez pewną zgwałconą kobietę: "Gdybym tylko miała zęby tam na dole".